# Fall der Creole
Der Fall der Creole war ein politischer Konflikt zwischen Großbritannien und den USA im Nachgang einer Sklavenrebellion im Jahr 1841 an Bord der Creole, einem Schiff, das dem küstennahen Seehandel der USA mit Sklaven diente.
Länger als ein halbes Jahrhundert verlief der Sklavenhandel innerhalb der USA zur See entlang der Ostküste. Im Jahr 1841 war eine Brigg mit Namen Creole mit 135 Sklaven an Bord unterwegs von Hampton Roads im Staat Virginia nach New Orleans. 19 Sklaven unter ihrem Anführer Madison Washington rebellierten und zwangen die Mannschaft, den Hafen von Nassau auf den Bahamas anzulaufen, damals eine britische Kolonie. John Hewell, ein weißer Sklavenhändler, wurde bei dem Aufstand getötet, ein schwer verwundeter aufständischer Sklave starb später.
Nach dem Völkerrecht galt diese Sklavenrebellion an Bord eines Schiffes nicht als Piratenakt, sondern als Meuterei, diese unterlag jedoch der Gerichtsbarkeit des Gebietes, in dem die Tat verübt worden war.
Der Fall der Creole führte zu Spannungen im Verhältnis zwischen Großbritannien und den Vereinigten Staaten, ferner zu heftigem innenpolitischem Streit innerhalb der USA. Die Rebellion auf der Creole war der Zündfunken für eine Kampagne der Abolitionisten des Nordens gegen die Sklaverei. In einem Artikel in einer Zeitung New Yorker Evangelisten mit dem Titel Die Helden-Meuterer wurde Madison Washington als „romantischer Held“ bezeichnet, weil er Mitgefühl mit den weißen Mitgliedern der Schiffsmannschaft gezeigt und seine Kameraden unter den Sklaven daran gehindert hatte, sie zu töten. Er verband nach dem Kampf sogar ihre Wunden.
Der Außenminister der USA, Daniel Webster, verlangte von Großbritannien, die Sklaven ihren rechtmäßigen Eigentümern zurückzugeben. Zu dieser Zeit hatte jedoch Großbritannien die Sklaverei im Mutterland und in den Kolonien bereits abgeschafft, weshalb die Briten das Auslieferungsersuchen der USA ignorierten. Der Abgeordnete des Staates Ohio, Joshua Reed Giddings, brachte insgesamt neun Resolutionen im Repräsentantenhaus ein, in denen der Standpunkt vertreten wurde, dass die Gesetze des Staates Virginia nicht auf Sklaven anzuwenden waren, die sich außerhalb der Hoheitsgewässer Virginias befanden und dass die Regierung der USA sich nicht dazu hergeben sollte, in diesem Streit für die Rechte der Sklaveneigentümer einzutreten. Diese Resolutionen lösten heftige Reaktionen aus. Das Abgeordnetenhaus erteilte Giddings eine Rüge, daraufhin legte dieser sein Mandat nieder. Kurz darauf wurde er von der Wählerschaft von Ohio erneut in das Repräsentantenhaus gewählt.
Obwohl der Fall Anlass geboten hätte, bei den Verhandlungen zwischen den USA und Großbritannien über den Abschluss des Webster-Ashburton-Vertrages von 1842 erörtert zu werden, geschah das nicht. Neben anderen Bestimmungen sah der Webster-Ashburton-Vertrag die Beendigung des überseeischen Sklavenhandels vor, wobei beide unterzeichnenden Staaten sich verpflichteten, die Einhaltung des Verbots zu erzwingen.
Die Briten nahmen die 19 aufständischen Sklaven fest und hielten sie in Nassau in Haft, sie wurden der Meuterei beschuldigt. Diese Verhaftungen haben wohl die amerikanische Öffentlichkeit und die Regierung der USA hinreichend besänftigt, so dass das Auslieferungsverlangen fallen gelassen wurde. Die Briten sympathisierten mit den Aufständischen und setzten sie nach mehreren Wochen Haft auf freien Fuß.
Vergleichbar mit den Vorgängen um die Creole ist die Sklavenrebellion an Bord der Amistad im Jahre 1839.